# Rincón de los Sauces
Rincón de los Sauces är en ort i Mexiko.   Den ligger i kommunen Ayala och delstaten Morelos, i den sydöstra delen av landet, 80 km söder om huvudstaden Mexico City. Rincón de los Sauces ligger 1 206 meter över havet och antalet invånare är 101.
Terrängen runt Rincón de los Sauces är kuperad åt sydväst, men åt nordost är den platt. Runt Rincón de los Sauces är det ganska tätbefolkat, med 222 invånare per kvadratkilometer. Närmaste större samhälle är Cuautla Morelos, 6,6 km norr om Rincón de los Sauces. Omgivningarna runt Rincón de los Sauces är en mosaik av jordbruksmark och naturlig växtlighet.